# Церковь Святой Марии Магдалины (Воронеж)
Церковь Святой Марии Магдалины — евангелическо-лютеранский храм в Воронеже. Относится к Центральному пробству Евангелическо-лютеранской церкви Европейской части России.

## История
Протестантские общины возникли в Воронеже уже в начале XVIII века, когда Пётр I призвал иностранцев сюда для строительства флота. В конце XVIII века по указу Екатерины II происходит заселение территории Воронежской губернии немцами-иммигрантами, которые создают здесь крупное поселение Рибенсдорф. Часть переселенцев становится жителями Воронежа, и в 1811 году решается вопрос о строительстве здания.
Проект церкви в стиле ампир был разработан губернским архитектором Ф. К. Древицом. 12 сентября 1819 году состоялось освящение вновь построенного здания пастором из Рибенсдорфа Аллендорфом. В 1822 году он был перемещён в Тамбов, и в течение трёх лет (до 1825 года) два раза в год приезжал в Воронеж для исполнения духовных треб Воронежских немцев. 23 февраля (11 февраля ст.ст.) 1825 года на вакантное место пастора в Рибенсдорфской колонии назначен был Самуил Якоб Геллер родом из Сарепты. С 1825 года по 1864 год он становится исполнителем духовных треб Воронежской протестантской общины, появляясь в Воронеже до 9 раз в году в кирхе Св. Марии. После смерти пастора Самуила Якоба Геллера 4 мая (22 апреля ст.ст.) 1864 года проповедником Воронежских немцев-протестантов был назначен курский пастор Вихерт, который время от времени приезжал и проводил службы до июня 1865 года. С этого момента Воронежская протестантская община отделяется от Рибенсдорфской, появляется свой собственный пастор. Воронежский приход охватывает все уезды Воронежской губернии за исключением Острогожского уезда.
В 1854 году здание было перестроено, а в 1869, 1882 и 1897 годах здесь был проведён капитальный ремонт.
В деятельности общины активное участие принимала семья Столлей (городовой врач Герман Фридрихович Столль в течение 30 лет был председателем совета кирхи). На средства семьи при приходе была организована богадельня — «Столлевское убежище».
В 1938 году община была ликвидирована. В тот же период в здании был арестован баптистский проповедник, который впоследствии был репрессирован. С 1943 по 2008 годы здание использовалось Горэлектросетью.

### Пасторы, служившие в приходе
- Аллендорф Иоганн Майкл Карл (1819—1822)
- Самуил Якоб Геллер (1825—1864)
- Вихерт (1864—1865)
- Эдуард Райнхолд Фере (1865—1895)
- Хайнрих Озолин (1895—1907)
- Фридрих Дёбнер (1907—1909)
- Юлиус Фастена (1910—1922)

### Современное состояние
В 2008 году здание было передано лютеранской общине, входящей в Евангелическо-Лютеранскую церковь Аугсбургского исповедания, и 20 апреля 2008 года освящено пастором общины Анатолием Малаховым и представителем ЕЛЦАИ Константином Андреевым. В здании проведён ремонт, и оно используется для проведения регулярных евангелических богослужений.
В 2015 году настоятель храма, священник Анатолий Малахов, был рукоположен в епископы Южного церковного округа ЕЛЦАИ. Кирха Святой Марии получила статус кафедрального собора.
В 2021 году здание было передано Евангелическо-лютеранской церкви Европейской части России (Архиепископ Дитрих Брауэр). Здание снова используется для проведения регулярных евангелических богослужений. Службы ведёт викарий Центрального пропства Евангелическо-лютеранской церкви Европейской части России Александр Меньшугин. Председатель совета общины — Владислав Анатольевич Безрядин.